# 동곡초등학교 김전분교
동곡초등학교 김전분교는 대한민국 경상북도 청도군 금천면 김전2길 13 (김전리)에 있었던 공립 초등학교이다.

## 연혁
- 1921.04.01 사립 영동학원 설립 개교
- 1935.04.30 금천공립보통학교 부설 김전간이학교 개편
- 1943.05.28 김전공립국민학교로 승격인가(2학급)
- 1943.06.15 김전공립국민학교 개교
- 1949.09.20 소천분교장 개교
- 1985.03.12 병설유치원 개원
- 1996.03.01 김전초등학교로 개칭
- 1997.02.28 동곡초등학교 김전분교장으로 격하, 소천분교장 폐교
- 1999.08.31 동곡초등학교로 통폐합